# Paradise Lost (album)
Paradise Lost är det tionde studioalbumet av den brittiska metalgruppen Paradise Lost. Albumet släpptes våren 2005 och innehåller 12 låtar. En bonusversion släpptes också, innehållande 14 låtar samt en video. Albumet spelades in juni-juli 2004 dels i Chapel Studios, Lincolnshire, England och dels i Hollypark Lane, Los Angeles, USA.
Paradise Lost producerades av Rhys Fulber från Nettwerk Management och blev mixat och mastrat av Greg Reely på The Green Jacket i Richmond, British Columbia, Kanada. En musikvideo gjordes till låten "Forever After". Albumet gavs ut av Century Media i England och Tyskland och av GUN Records även i Ryssland. Icarus Music släppte Paradise Lost i Argentina året därpå.

## Låtlista
1. "Don't Belong" - 4:18
2. "Close Your Eyes" - 4:21
3. "Grey" - 3:27
4. "Redshift" - 3:28
5. "Forever After" - 3:48
6. "Sun Fading" - 3:27
7. "Laws of Cause" - 4:09
8. "All You Leave Behind" - 2:59
9. "Accept the Pain" - 3:22
10. "Shine" - 4:05
11. "Spirit" - 4:20
12. "Over the Madness" - 5:24
Bonusspår
13. "Don't Belong" (String Dub mix) - 3:50
14. "Over the Madness" (String Dub mix) - 5:14
15. "Forever After" (Video)

## Musiker

### Bandmedlemmar
- Nick Holmes - Sång
- Greg Mackintosh - Gitarr
- Aaron Aedy - Gitarr
- Steve Edmondson - Bas
- Jeff Singer - Trummor

### Gästmusiker
- Rhys Fulber - Keyboard
- Chris Elliott - Keyboard
- Heather Thompson - Sång
- Leah Randi - Sång